# المهدي بنعطية
اَلْمَهْدِيُّ بْنُ عَطِيَّة، إيجازًا اِبْنُ عَطِيَّة، واسمُه الكاملُ اَلْمَهْدِيُّ أَمِينُ بْنُ عَطِيَّةَ الْمُتَّقِي (مواليد 1407 هـ/1987 مـ في كوركورون، فرنسا) هو لاعبُ كرة قدم مغربيٌّ معتزل، لعب سابقا مع نادي يوفنتوس الإيطالي ومنتخبِ بلدِه المغربيِّ منذ عامِ 2008.
بدأ ابن عطية مسيرته في نادي مرسيليا، حيث قضى وقته في الإعارة من نادي تور الفرنسي إلى نادي لوريان قبل الانضمام إلى نادي كليرمون عام 2008. بعد عامين انضم إلى نادي أودينيزي، حيث قضى ثلاثة مواسم هناك قبل أن ينتقل إلى نادي روما حيث ساعد الفريق خلال حملته الوحيدة هناك على إنهاء صدارة الدوري الإيطالي للدرجة الأولى، ليوقع بعدها مع فريق بايرن ميونيخ الألماني مقابل 26 مليون يورو، حيث فاز وخلال الموسمين اللذين قضاهما برفقتهم بصدارة الدوري الألماني لكرة القدم. في عام 2016 انتقل في البداية على سبيل الإعارة إلى نادي يوفنتوس الإيطالي، قبل أن يوقع مع النادي في وقت لاحق عام 2017 ولاحقاً لعب مع نادي الدحيل وفاتح كاراغومروك.
مثل ابن عطية منتخب المغرب لكرة القدم على المستوى الدولي، حيث قدم أول مباراة دولية له مع الفريق عام 2008 كما مثل البلاد في ثلاث بطولات كأس الأمم الأفريقية، ليبلغ مجموع مشاركاته الوطنية أكثر من 50 مباراة دولية.
منذ انطلاقته، كان ابن عطية حديث صفقات الميركاتو[مبهم] حيث كان في أجندة عدد من كبار الأندية أبرزها نادي تشيلسي، مانشيستر سيتي ومانشيستر يونايتد بالإضافة إلى برشلونة.

## سيرته

### نشأته وبداياته
ولد المهدي بن عطية في 17 أبريل 1987 في مدينة كوركورون الفرنسية في ضاحية باريس الجنوبية، حيث نشأ مع أبيه المغربي أحمد المتقي، وأمه الجزائرية. ترعرع ابن عطية في مدينة إيفري بلدية كوركورون حيث بدأ حياته الكروية في فريق ريس أورانجيس للناشئين. قبل أن يتحول للعب في نادي إيفري لكرة القدم ثم في فرق مدرسة بريتني سور أورج وكريتاي.
بعد قضائه موسما في نادي كريتيل، التحق ابن عطية بمعهد فيرناند ساستر الوطني التقني (INF) في كليرفونتين قبل أن يتم طرده. ليكتشفه نادي مانشستر يونايتد الإنجليزي والمدرب خوسيه مورينهو (بناء على نصيحة اللاعب السابق ديدييه دروغبا الذي احنك معه خلال موسم في غانغان)، حيث قام بتدريبين ناجحين قبل أن يختار أخيرا الانضمام إلى مركز تدريب أولمبيك مرسيليا مؤقتا.

### حياته الشخصية
المهدي بن عطية متزوج من سيسيليا ابن عطية، وأب لثلاثة أطفال هم: لينا (مواليد 2009)، كايس (مواليد 6 يناير 2012)، وعليا (مواليد 27 نوفمبر 2015).

### مسيرته الكروية مع الأندية

#### مع ناديأولمبيك مارسيليا(2005–2008)
بعد أن لعب في الدوري الفرنسي الدرجة الثانية مع فريق أولمبيك مرسيليا خلال موسم 2005-2006، تمت إعارته لموسم 2006-2007 إلى نادي تور. وعلى الرغم من إمكانياته الفنية والبدنية الهائلة، لم تكن مسيرته في فرنسا هادئة دون عقبات تسببت في خسارته عدة مرات. فبعد اختياره للعب في فرق الشباب الفرنسية، انساب المهدي من اختيارات الأندية الفرنسية الكبرى لدرجة أن نادي مارسيليا الذي تلقى تكوينه في مركز تدريبه ولعب لأجله لم يؤمن به وانتهى به المطاف بتركه يرحل.
في غياب وقت لعبه مع أولمبيك مرسيليا بسبب وضعه على الهامش حيث لم يثق به خوسيه أنيغو، تمت إعارته مرة أخرى لموسم 2007-2008 إلى نادي لوريان وعلى الرغم من العرض المغري الذي قدمه فريق لوريان لشرائه وزيادة وقت لعبه بعد إصابته الخطيرة في الركبة، فضل ابن عطية أن يجعل رصيده في الدوري الفرنسي للدرجة الثانية فقط.

#### الدوري الفرنسي ۲مع ناديكليرمونت(2008–2010)
بعد رفضه البقاء على الهامش، اختار المهدي اللعب بانتظام حتى ولو كان في دوري الدرجة الثانية. لذا التزم في 26 يونيو 2008 باللعب في نادي بكليرمونت حيث سرعان ما أصبح لاعباً رئيسياً في الفريق لدرجة أثار خلالها اهتمام نادي أودينيزي الإيطالي بفضل أسلوبه الدفاعي وسرعته وشعوره الاستباقي بالإضافة إلى ضبط النفس الذي يتلاءم مع موقعه الدفاعي.
بعد لعب موسمين و57 مباراة في دوري الدرجة الثانية وعدد قليل من الأهداف لصالح أوفيرني، وأول محاولة فاشلة في أغسطس 2009، انطلقت مسيرته الكروية بشكل احترافي في يوليو 2010 في الدوري الإيطالي الممتاز للدرجة الأولى.

#### اكتشافالدوري الإيطالي ۱معنادي أودينيزي(2010–2013)

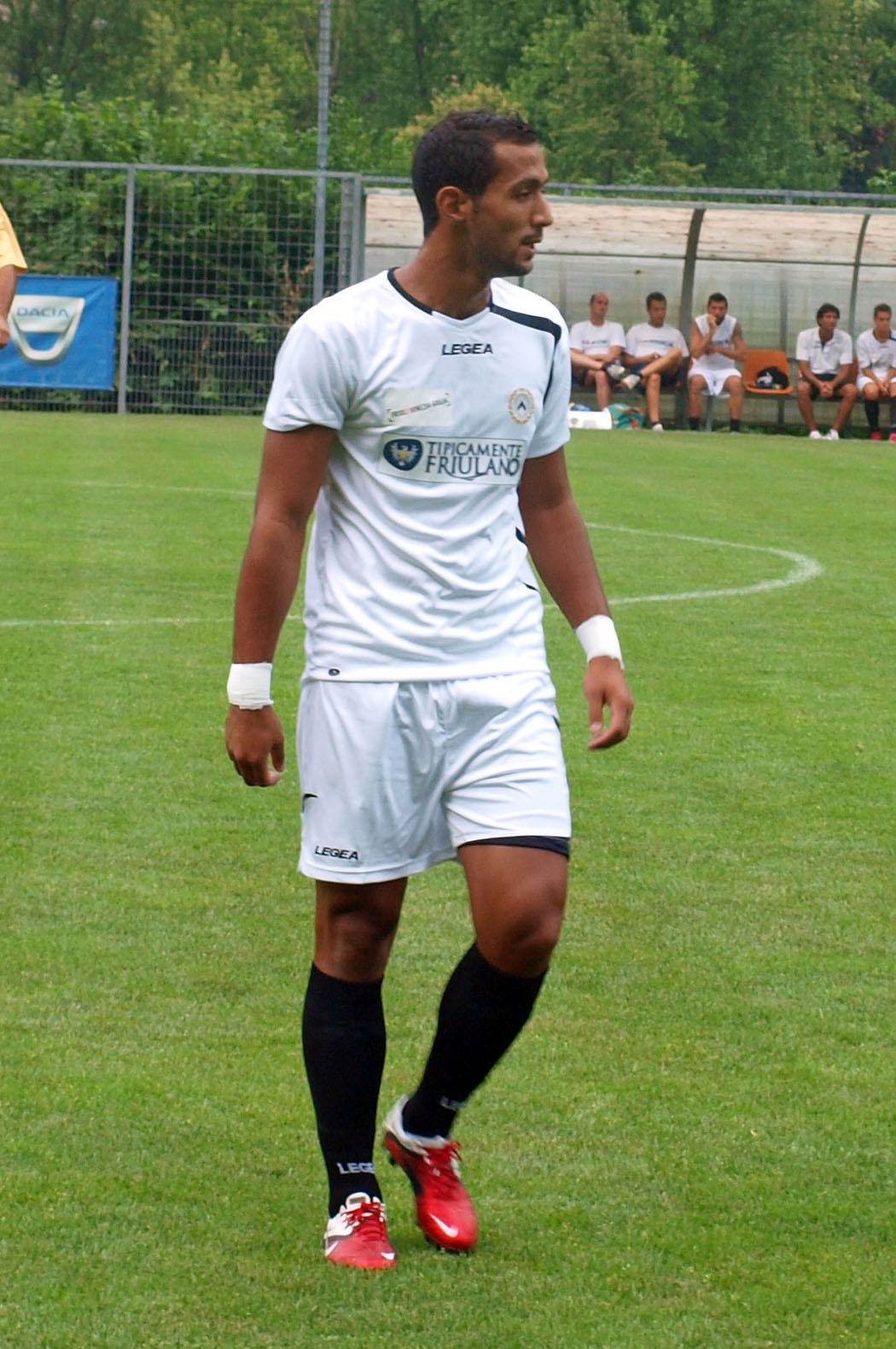
تدريب ابن عطية في نادي أودينيزي عام 2011

في شباط / فبراير 2010 التزم ابن عطية رسميا مع نادي أودينيزي لمدة 5 سنوات بعد أن بدأ اللعب معه في يوليو ليصبح على مدار المباريات أهم لاعب بمحصلة بلغت ثلاث أهداف لصالح فريقه خلال الجزء الأول من الموسم.
وبعد أن تم توظيفه مقابل صفر يورو، أصبحت موهبته تقدر بثروة إذا قرر نادي فريولي الإيطالي تحويله يوماً ما، حيث أثار أداءه رغبات العديد من الأندية الأوروبية الكبرى بما في ذلك مانشستر يونايتد، أرسنال، يوفنتوس، وإيه سي ميلان. بالإضافة إلى باريس سان جيرمان القطري عام 2012. لكن منتخب بلاده أكد أن ابن عطية لن يترك نادي أودينيزي في وقت قريب. ولإثبات ذلك مدد عقد إيجاره لمدة سنتين في آب / أغسطس والذي أصبح رسميا حتى عام 2017.
وقد اعترف المدرب خوسيه أنيغو بخطئه بخصوص ملف ابن عطية قائلا: «"ربما أخطأنا بخصوص المهدي بن عطية. صحيح أننا لم نؤمن حقاً بمشروع معه."»
بعد قضائه لموسم رائع رفقة النادي، حيث سرعان ما فرض نفسه كلاعب انتقائي، خصوصا بعد أن استطاع هو وزملاءه تأهيل ناديه أودينيزي للعب في الدور التمهيدي لدوري أبطال أوروبا.
لم يفلت نجاح ابن عطية من مشجعي كرة القدم الإيطالية حيث عشية استئناف البطولة الإيطالية وبعد استطلاع للرأي أُطلق على صفحة فيسبوك الرسمية، منحته قناة سكاي سبورتس لقب أفضل مدافع في الدوري الإيطالي الأول، وكذا أفضل لاعب ضمن فريق نموذجي للكالتشيو.
في 16 أغسطس 2011 لعب ابن عطية أول مباراة له في دوري أبطال أوروبا ضد نادي أرسنال لكرة القدم في ملعب الإمارات حيث التقى بشريكه في المنتخب مروان الشماخ. لكن إصابته في فخذه وفشل فريقه أودينيزي في التأهل للدور القادم من دوري الأبطال جعل المدافع المركزي يخرج على نقالة إبان مباراة الإياب.
يعتبر موسم 2012 - 2013 أكثر تعقيدًا على المستوى الشخصي، حيث تعرض المهدي للعديد من الإصابات جعلته يلعب 25 مباراة صغيرة فقط.

#### معنادي روما(2013–2014)
في 14 يوليو 2013، انتقل ابن عطية إلى نادي العاصمة الإيطالي روما بعد أن وقع عقدًا لمدة تمتد خمس سنوات مقابل مبلغ نقل مقداره 13.5 مليون يورو، والذي سرعان ما تم تبنيه من قبل النادي حيث سجل هدفه الأول في المباراة الخامسة ضد نادي سامبدوريا وهدفه الثاني في اليوم الموالي ضد بولونيا وبهدف واحد فقط في شباك الدفاع الروماني خلال عشر مباريات، كان أحد الأسباب الرئيسية لصدارة فريقه لقمة البطولة.
بفضل دفاعه المحكم، سجل ابن عطية خمسة أهداف خلال الموسم. محققا أفضل موسم له ما جعله يفوز بثقة مدربه رودي غارسيا الذي عينه الكابتن الثالث للفريق خلف فرانشيسكو توتي ودانييلي دي روسي بعد أقل من سنة على انضمامه للفريق. كما انتخب أفضل لاعب في النادي من قبل المشجعيين الإيطاليين (tifosis) وظهر في قائمة المرشحين للفوز بلقب أفضل لاعب أفريقي لعام 2014 لكن على الرغم من ذلك، فاز يوفنتوس بالبطولة سكوديتو بفارق 17 نقطة عن نادي العاصمة.
رغم مشواره الجيد وتألقه مع نادي روما موقعاً في موسم واحد فقط 5 أهداف خلال 37 مباراة رغم كونه يلعب في قلب الدفاع، أعلن ابن عطية عن رغبته في ترك النادي بعد نقض الوعود من قبل المدير الرياضي الذي وعده برفع قيمة عقده في حال أداءه الجيد والتأهل لدوري الأبطال لكنه لم يحترم ذلك.

#### مع ناديبايرن ميونخ(2014–2015)
بعد تشويق طويل وقصاصات إخبارية ربطته تارة بتشيلسي وأخرى بمانشستر يونايتد أعلن نادي بايرن ميونخ في 27 أغسطس 2014 عن تعاقده مع المدافع المغربي لمدة خمسة أعوام قادماً من نادي روما في صفقة قدرتها وسائل الإعلام بـ 30 مليون يورو وراتب بلغ 6.5 مليون يورو سنويًا، ليصبح ثاني أغلى لاعب إفريقي في عام 2014 وراء يايا توريه وأغلى مدافع في تاريخ الدوري الألماني لكرة القدم وأيضاً أغلى لاعب مغاربي خلف أيمن عبد النور. ارتدى ابن عطية القميص رقم 5 أسوة بمنتخب بلاده المغربي بدلاً من رقم حظه المفضل سبعة عشر والذي سبق وأخذه اللاعب جيروم بواتينغ.
في 17 سبتمبر لعب ابن عطية مباراته الأولى بألوان فريق البافاريا ضد مانشستر سيتي خلال مرحلة المجموعات في دوري أبطال أوروبا حيث ظهر بشكل جيد للغاية بفضل لياقته وأدائه العالي.
في اليوم الخامس عشر للدوري الألماني للدرجة الأولى سجل ابن عطية هدفه الأول مع بايرن ميونيخ ضد نادي آوغسبورغ برأسية مباشرة بعد ركلة حرة من فرانك ريبيري ليتم اختياره بفضل أدائه الجيد رجل المباراة دون منازع. ورغم عدم ترشيحه من بين الثلاثة المتأهلين للتصفيات النهائية للكرة الذهبية الأفريقية، إلا أنه في المقابل حصل على جائزتين فرديتين.
في 15 أكتوبر، ظهر ابن عطية ضمن التشكيلة الرئيسية لفريق كالتشيو (الدوري الإيطالي الممتاز) للموسم 2013-2014 ("Gran Gala Del Calcio AIC 2014") لأفضل مدافع مركزي مع لاعب نادي يوفنتوس أندريا بارزالي، وفي 29 ديسمبر حصل ابن عطية على جائزة أفضل لاعب عربي لعام 2014، التي تمنح في حفل «غلوب سوكر» الذي عقد في دبي، عندما تم ترشيحه إلى جانب اللاعبين الجزائريين ياسين إبراهيمي (نادي بورتو)، سفيان فيغولي (نادي فالنسيا) وإسلام سليماني (سبورتينغ لشبونة) بالإضافة إلى التونسيين ياسين الشيخاوي (نادي زيورخ السويسري) ووهبي خزري (جيروندان بوردو).
في 26 أبريل/نيسان، توج بطل ألمانيا مع بايرن ميونخ.
في 12 مايو/أيار، وخلال مباراة نصف نهائي دوري أبطال أوروبا سجل ابن عطية في الدقيقة السابعة الهدف الأول للمباراة أمام نادي برشلونة ليضمن الفوز بالمباراة بنتيجة 3-2 قبل أن يجري إقصاء فريقه بعد هزيمته في مباراة الذهاب (5-3 ذهابا وإيابا).
عرف موسمه الثاني في النادي البافاري عدة مشاكل وتعقيدات بسبب العديد من الإصابات التي تعرض لها وأثرت على مستواه وجعلته عرضة للعديد من الانتقادات من الصحافة والجماهير أدت إلى فقدانه موقعه كمدافع مركزي لصالح خافي مارتينيز. شارك في 22 مباراة في جميع المسابقات مقدما مردودا متوسطا مما عجل برحيله عن النادي البافاري في اتجاه العملاق الإيطالي نادي يوفنتوس.

#### الإعارةلنادي يوفنتوس(2016–2017)

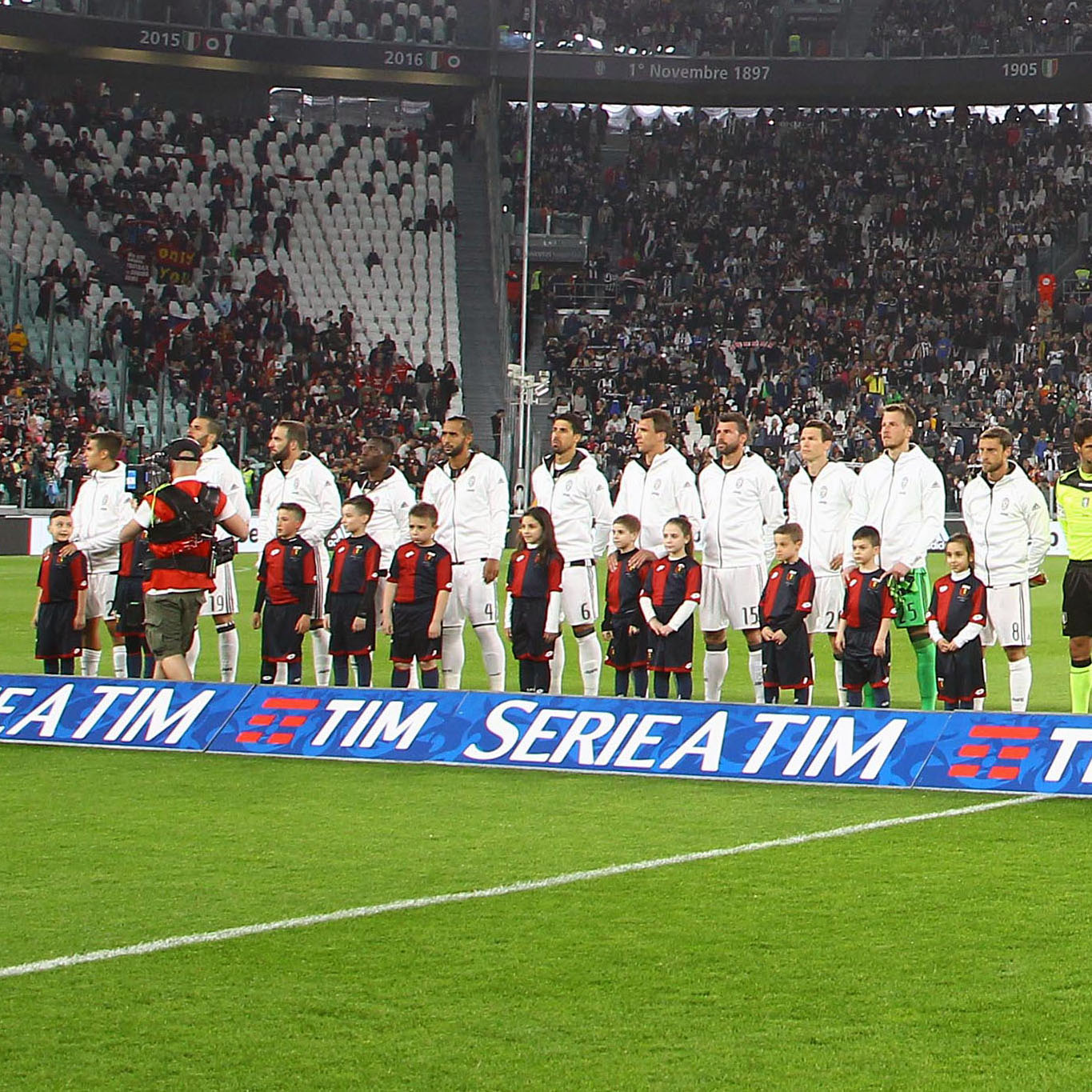
ابن عطية في نادي يوفنتوس

في 15 يوليو 2016 أعلن نادي يوفنتوس الإيطالي تعاقده بصفة رسمية مع المهدي بن عطية، قادمًا من صفوف بايرن ميونيخ الألماني، على سبيل الإعارة، لمدة عام، مقابل 3 ملايين يورو، مع أفضلية الشراء مقابل 17 مليون يورو ليعود بذلك إلى أجواء الدوري الإيطالي بعد تجاربه الناجحة سابقاً في أودينيزي وروما.
في 10 مارس 2017، وخلال دربي يوفنتوس-ميلان سجل ابن عطية هدفه الأول بألوان تورينو، حيث افتتح التسجيل في الدقيقة 30.

#### معنادي يوفنتوس(2017–2019)
في 12 مايو 2017، رفع نادي يوفنتوس خيار الشراء بقيمة 17 مليون يورو ليمتد عقده حتى 30 يونيو 2020.

#### مع نادي الدحيل (منذ 2019)
التحق الدولي المغربي المهدي بنعطية بصفوف الدحيل القطري قادما من بوابة العملاق الإيطالي «يوفنتوس»، حيث آثار الدولي المغربي جدلا واسعا برفضه للعروض الأوربية أهمها عرض مانشستر يونايتد الإنجليزي مفضلا العرض الآسيوي مع فريق الدحيل وتعاقد أشد الأطلس مع الدحيل القطري بعقد يمتد لموسمين ونصف

### مع المنتخب الوطني المغربي

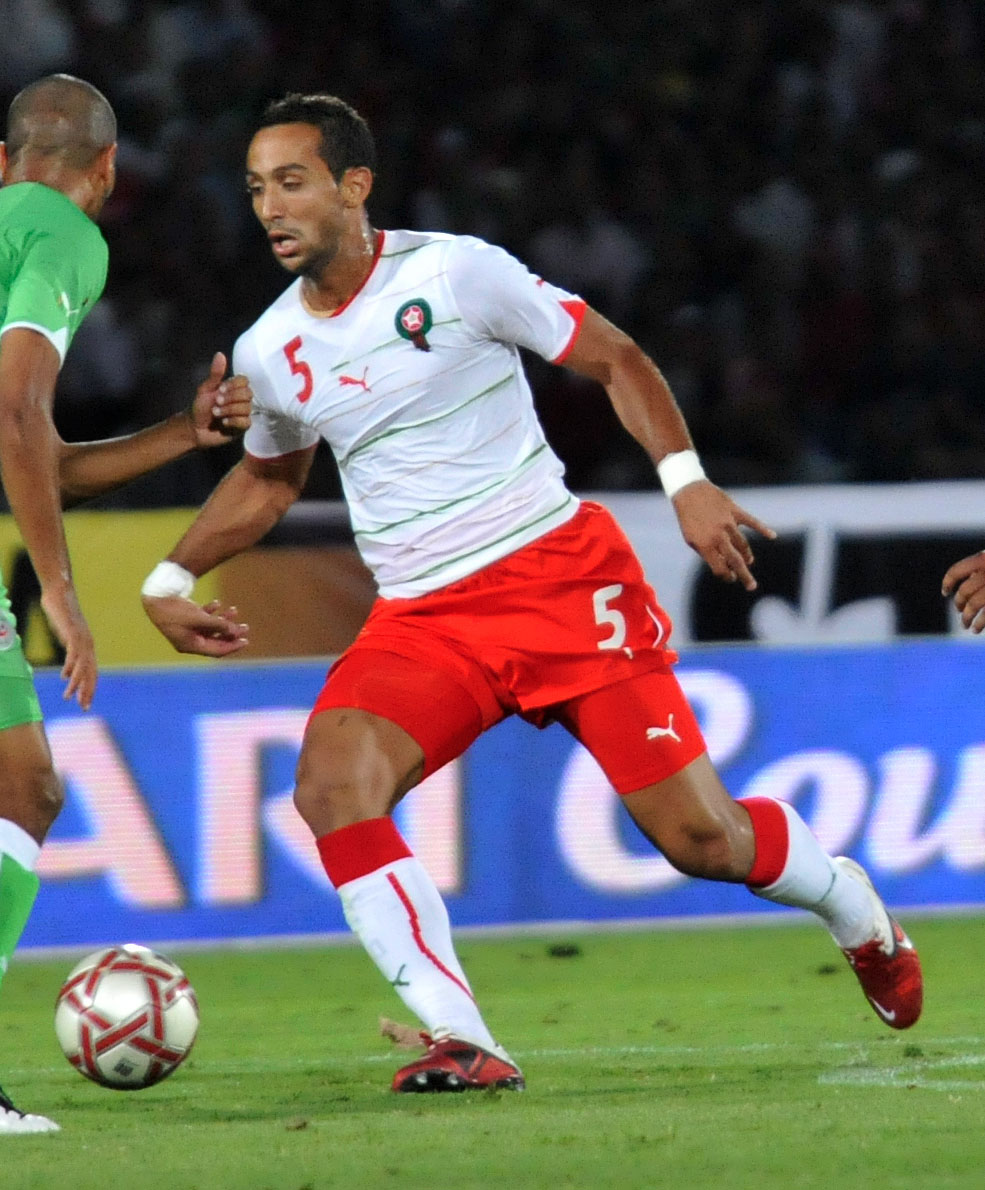
ابن عطية يلعب تحت لواء المنتخب المغربي.

تلقى النجم المغربي ابن عطية دعوة للعب مع المنتخب الجزائري باعتبار ان امه جزائرية الاصل غير ان ابن عطية فضل اللعب لصالح منتخب بلاده الأصل من جهة والده.
وبالتالي فقد خاض أول مقابلة دولية له لصالح منتخب بلاده كمدافع مركزي جرت في الدار البيضاء بشكل ودي في 19 نوفمبر / تشرين الثاني 2008 ضد زامبيا والتي انتهت بنتيجة (3-0).
في 4 يونيو 2011، هز ابن عطية الشباك لأول مرة في مسيرته الدولية مع الفريق المغربي في مراكش في مرمى المنتخب الجزائري في إطار تصفيات كأس أمم أفريقيا 2012، كما تسبب بهدف اخر من خلال تمريرة حاسمة له خلال المباراة التي انتهت بتفوق أسود الأطلس 4-0 ليصبح رجل المباراة.
في 2013، وفي غياب حسين خرجة الذي تأثر بهزائم المنتخب الوطني وعدم نجاحه في كأس إفريقيا للأمم 2013، عين المدرب رشيد الطاوسي ابن عطية عميدا للمنتخب المغربي وهو لم يتجاوز 25 سنة.
ومثل العميد ابن عطية منتخب بلاده في مختلف كؤوس الأمم الأفريقية وكأس العالم 2018 بعد غياب دام 20 سنة وفي أكتوبر 2018 أعلن ابن عطية اعتزاله اللعب دوليا بعد 11 سنة من قيادة سفينة الأسود.

## إحصاءات

### الأندية
| الموسم      | النادي                  | الدوري                        | الدوري    | الدوري  | الكؤوس الوطنية | الكؤوس الوطنية | كأس السوبر | كأس السوبر | المنافسات القارية | المنافسات القارية | المنافسات القارية | مع منتخب بلاده المغربي | مع منتخب بلاده المغربي | المجموع   | المجموع |
| الموسم      | النادي                  | الدوري                        | المباريات | الأهداف | المباريات      | الأهداف        | المباريات  | الأهداف    | المنافسات         | المباريات         | الأهداف           | المباريات              | الأهداف                | المباريات | الأهداف |
| ----------- | ----------------------- | ----------------------------- | --------- | ------- | -------------- | -------------- | ---------- | ---------- | ----------------- | ----------------- | ----------------- | ---------------------- | ---------------------- | --------- | ------- |
| 2006 - 2007 | نادي تور (إعارة)        | الدوري الفرنسي الدرجة الثانية | 29        | 0       | 1              | 0              | —          | —          | —                 | —                 | —                 | —                      | —                      | 30        | 0       |
| 2007 - 2008 | نادي لوريان (إعارة)     | الدوري الفرنسي الدرجة الأولى  | 0         | 0       | 1              | 0              | —          | —          | —                 | —                 | —                 | —                      | —                      | 1         | 0       |
| 2008 - 2009 | نادي كليرمونت 63        | الدوري الفرنسي الدرجة الثانية | 27        | 1       | 1              | 0              | —          | —          | —                 | —                 | —                 | 4                      | 0                      | 32        | 1       |
| 2009 - 2010 | نادي كليرمونت 63        | الدوري الفرنسي الدرجة الثانية | 30        | 1       | 2              | 0              | —          | —          | —                 | —                 | —                 | 4                      | 0                      | 36        | 1       |
| المجموع     | المجموع                 | المجموع                       | 86        | 2       | 5              | 0              | —          | —          | —                 | —                 | —                 | 8                      | 0                      | 99        | 2       |
| 2010 - 2011 | نادي أودينيزي           | الدوري الإيطالي الدرجة الأولى | 34        | 3       | 0              | 0              | —          | —          | —                 | —                 | —                 | 7                      | 1                      | 41        | 4       |
| 2011 - 2012 | نادي أودينيزي           | الدوري الإيطالي الدرجة الأولى | 27        | 1       | 0              | 0              | —          | —          | C1 + C3           | 2+9               | 0+1               | 8                      | 0                      | 46        | 2       |
| 2012 - 2013 | نادي أودينيزي           | الدوري الإيطالي الدرجة الأولى | 19        | 2       | 0              | 0              | —          | —          | C1 + C3           | 2+4               | 0+0               | 7                      | 0                      | 32        | 2       |
| المجموع     | المجموع                 | المجموع                       | 80        | 6       | 0              | 0              | —          | —          | —                 | 17                | 1                 | 22                     | 1                      | 119       | 8       |
| 2013 - 2014 | نادي روما               | الدوري الإيطالي الدرجة الأولى | 33        | 5       | 4              | 0              | —          | —          | —                 | —                 | —                 | 3                      | 0                      | 40        | 5       |
| المجموع     | المجموع                 | المجموع                       | 33        | 5       | 4              | 0              | —          | —          | —                 | —                 | —                 | 3                      | 0                      | 40        | 5       |
| 2014 - 2015 | بايرن ميونخ             | الدوري الألماني لكرة القدم    | 15        | 1       | 2              | 0              | -          | -          | C1                | 7                 | 1                 | 5                      | 0                      | 29        | 2       |
| 2015 - 2016 | بايرن ميونخ             | الدوري الألماني لكرة القدم    | 14        | 1       | 1              | 0              | 1          | 0          | C1                | 6                 | 0                 | 4                      | 0                      | 26        | 1       |
| المجموع     | المجموع                 | المجموع                       | 29        | 2       | 3              | 0              | 1          | 0          | —                 | 13                | 1                 | 9                      | 0                      | 55        | 3       |
| 2016 - 2017 | نادي يوفنتوس لكرة القدم | الدوري الإيطالي الدرجة الأولى | 15        | 1       | 1              | 0              | 0          | 0          | C1                | 5                 | 0                 | 7                      | 0                      | 28        | 1       |
| المجموع     | المجموع                 | المجموع                       | 10        | 1       | 1              | 0              | —          | —          | —                 | 4                 | 0                 | 7                      | 0                      | 22        | 1       |
| الإجمالي    | الإجمالي                | الإجمالي                      | 238       | 16      | 13             | 0              | 1          | 0          | -                 | 34                | 2                 | 49                     | 1                      | 335       | 19      |

### المنتخب
| ترتيب | تاريخ المقابلة | الفريق الخصم                                 | مكان المقابلة   | نوع المقابلة                                    | عدد الأهداف | الهدافين                                                                        | نتيجة المقابلة  |
| 1     | 19/11/2008     | منتخب زامبيا لكرة القدم                      | الدار البيضاء   | مباراة ودية                                     | 3 - 0       | حسين خرجة طارق السكتيوي نبيل باها                                               | فوز             |
| 2     | 31/03/2009     | منتخب أنغولا لكرة القدم                      | لشبونة          | مباراة ودية                                     | 0 - 2       |                                                                                 | ▼ هزيمة         |
| 3     | 07/06/2009     | منتخب الكاميرون لكرة القدم                   | ياوندي          | تصفيات كأس العالم لكرة القدم 2010               | 0 - 0       |                                                                                 | تعادل           |
| 4     | 20/06/2009     | منتخب توغو لكرة القدم                        | الرباط          | تصفيات كأس العالم لكرة القدم 2010               | 0 - 0       |                                                                                 | تعادل           |
| 5     | 12/08/2009     | منتخب الكونغو لكرة القدم                     | الرباط          | مباراة ودية                                     | 1 - 1       |                                                                                 | تعادل           |
| 6     | 06/09/2009     | منتخب توغو لكرة القدم                        | لومي            | تصفيات كأس العالم لكرة القدم 2010               | 1 - 1       |                                                                                 | تعادل           |
| 7     | 10/10/2009     | منتخب الغابون لكرة القدم                     | ليبرفيل         | تصفيات كأس العالم لكرة القدم 2010               | 1 - 3       |                                                                                 | ▼ هزيمة         |
| 8     | 14/11/2009     | منتخب الكاميرون لكرة القدم                   | فاس             | تصفيات كأس العالم لكرة القدم 2010               | 0 - 2       |                                                                                 | ▼ هزيمة         |
| 9     | 11/08/2010     | منتخب غينيا الاستوائية لكرة القدم            | الرباط          | مباراة ودية                                     | 2 - 1       |                                                                                 | فوز             |
| 10    | 04/09/2010     | منتخب جمهورية أفريقيا الوسطى لكرة القدم      | الرباط          | كأس الأمم الأفريقية لكرة القدم 2012             | 0 - 0       |                                                                                 | تعادل           |
| 11    | 09/10/2010     | منتخب تنزانيا لكرة القدم                     | دار السلام      | كأس الأمم الأفريقية لكرة القدم 2012             | 1 - 0       |                                                                                 | فوز             |
| 12    | 17/11/2010     | منتخب أيرلندا الشمالية لكرة القدم            | بلفاست          | مباراة ودية                                     | 1 - 1       |                                                                                 | تعادل           |
| 13    | 09/02/2011     | منتخب النيجر لكرة القدم                      | مراكش           | مباراة ودية                                     | 3 - 0       |                                                                                 | فوز             |
| 14    | 27/03/2011     | منتخب الجزائر لكرة القدم                     | عنابة           | كأس الأمم الأفريقية لكرة القدم 2012             | 0 - 1       |                                                                                 | ▼ هزيمة         |
| 15    | 04/06/2011     | منتخب الجزائر لكرة القدم                     | مراكش           | كأس الأمم الأفريقية لكرة القدم 2012             | 4 - 0       | المهدي بن عطية مروان الشماخ يوسف حجي أسامة السعيدي.                             | فوز             |
| 16    | 04/09/2011     | منتخب جمهورية أفريقيا الوسطى لكرة القدم      | بانغي           | كأس الأمم الأفريقية لكرة القدم 2012             | 0 - 0       |                                                                                 | تعادل           |
| 17    | 09/10/2011     | منتخب تنزانيا لكرة القدم                     | مراكش           | كأس الأمم الأفريقية لكرة القدم 2012             | 3 - 1       |                                                                                 | فوز             |
| 18    | 23/01/2012     | منتخب تونس لكرة القدم                        | ليبرفيل         | كأس الأمم الأفريقية لكرة القدم 2012             | 1 - 2       |                                                                                 | ▼ هزيمة         |
| 19    | 27/01/2012     | منتخب الغابون لكرة القدم                     | ليبرفيل         | كأس الأمم الأفريقية لكرة القدم 2012             | 2 - 3       | حسين خرجة × 2                                                                   | ▼ هزيمة         |
| 20    | 29/02/2012     | منتخب بوركينا فاسو لكرة القدم                | مراكش           | مباراة ودية                                     | 2 - 0       |                                                                                 | فوز             |
| 21    | 25/05/2012     | منتخب السنغال لكرة القدم                     | مراكش           | مباراة ودية                                     | 0 - 1       |                                                                                 | ▼ هزيمة         |
| 22    | 02/06/2012     | منتخب غامبيا لكرة القدم                      | باكاو           | تصفيات كأس العالم لكرة القدم 2014               | 1 - 1       | حسين خرجة                                                                       | ▼ تعادل سلبي    |
| 23    | 09/06/2012     | منتخب ساحل العاج لكرة القدم                  | مراكش           | تصفيات كأس العالم لكرة القدم 2014               | 2 - 2       | حسين خرجة حمزة أبو رزوق                                                         | تعادل           |
| 24    | 15/08/2012     | منتخب غينيا الاستوائية لكرة القدم            | الرباط          | مباراة ودية                                     | 2 - 1       | يوسف حجي × 2                                                                    | فوز             |
| 25    | 13/10/2012     | منتخب موزمبيق لكرة القدم                     | مراكش           | تصفيات كأس الأمم الأفريقية لكرة القدم 2013      | 4 - 0       | عبد العزيز برادة حسين خرجة يوسف العربي نور الدين أمرابط                         | فوز             |
| 26    | 08/01/2013     | منتخب زامبيا لكرة القدم                      | جوهانسبرغ       | مباراة ودية                                     | 0 - 0       |                                                                                 | تعادل           |
| 27    | 12/01/2013     | منتخب ناميبيا لكرة القدم                     | جوهانسبرغ       | مباراة ودية                                     | 2 - 1       | منير الحمداوي يوسف القديوي                                                      | فوز             |
| 28    | 19/01/2013     | منتخب أنغولا لكرة القدم                      | جوهانسبرغ       | كأس الأمم الأفريقية لكرة القدم 2013             | 0 - 0       |                                                                                 | سلبي            |
| 29    | 23/01/2013     | منتخب الرأس الأخضر لكرة القدم                | جوهانسبرغ       | كأس الأمم الأفريقية لكرة القدم 2013             | 1 - 1       | يوسف العربي                                                                     | تعادل           |
| 30    | 27/01/2013     | منتخب جنوب أفريقيا لكرة القدم                | ديربان          | كأس الأمم الأفريقية لكرة القدم 2013             | 2 - 2       | عصام العدوة مهدي النملي                                                         | تعادل سلبي      |
| 31    | 14/08/2013     | منتخب بوركينا فاسو لكرة القدم                | طنجة            | مباراة ودية                                     | 1 - 2       | عبد العزيز برادة                                                                | ▼ هزيمة         |
| 32    | 11/10/2013     | منتخب جنوب أفريقيا لكرة القدم                | أكادير          | مباراة ودية                                     | 1 - 1       | عصام العدوة                                                                     | تعادل           |
| 33    | 23/05/2014     | منتخب موزمبيق لكرة القدم                     | فارو البرتغالية | مباراة ودية                                     | 4 - 0       | عمر القدوري يوسف العربي × 2 عاطف شحشوح                                          | فوز             |
| 34    | 09/10/2014     | منتخب جمهورية أفريقيا الوسطى لكرة القدم      | مراكش           | مباراة ودية                                     | 4 - 0       | عبد الرزاق حمد الله × 3 عمر القدوري                                             | فوز             |
| 35    | 13/10/2014     | منتخب كينيا لكرة القدم                       | مراكش           | مباراة ودية                                     | 3 - 0       | مهدي قرناص مبارك بوصوفة محسن ياجور                                              | فوز             |
| 36    | 13/11/2014     | منتخب بنين لكرة القدم                        | أكادير          | مباراة ودية                                     | 6 - 1       | نور الدين أمرابط عبد الرزاق حمد الله × 2 عمر القدوري أيوب الخالقي مروان الشماخ. | فوز             |
| 37    | 28/03/2015     | منتخب الأوروغواي لكرة القدم                  | أكادير          | مباراة ودية                                     | 0 - 1       |                                                                                 | ▼ هزيمة         |
| 38    | 12/06/2015     | منتخب ليبيا لكرة القدم                       | أكادير          | تصفيات كأس الأمم الأفريقية لكرة القدم 2017      | 1 - 0       | عمر القدوري                                                                     | فوز             |
| 39    | 12/11/2015     | منتخب غينيا الاستوائية لكرة القدم            | أكادير          | تصفيات كأس العالم لكرة القدم 2018               | 2 - 0       | يوسف العربي ياسين بامو                                                          | فوز             |
| 40    | 15/11/2015     | منتخب غينيا الاستوائية لكرة القدم            | باتا            | تصفيات كأس العالم لكرة القدم 2018               | 0 - 1       |                                                                                 | ▲ خسارة ايجابية |
| 41    | 27/05/2016     | منتخب الكونغو لكرة القدم                     | طنجة            | مباراة ودية                                     | 0 - 2       | حكيم زياش × 2                                                                   | فوز             |
| 42    | 03/06/2016     | منتخب ليبيا لكرة القدم                       | رادس            | تصفيات كأس الأمم الأفريقية لكرة القدم 2017      | 1 - 1       | نبيل درار                                                                       | تعادل           |
| 43    | 31/08/2016     | منتخب ألبانيا لكرة القدم                     | شقودرة          | مباراة ودية                                     | 0 - 0       |                                                                                 | تعادل           |
| 44    | 12/11/2016     | منتخب ساحل العاج لكرة القدم                  | مراكش           | تصفيات كأس العالم لكرة القدم 2018               | 0 - 0       |                                                                                 | تعادل           |
| 45    | 09/01/2017     | منتخب فنلندا لكرة القدم                      | العين           | مباراة ودية                                     | 0 - 1       |                                                                                 | ▼ هزيمة         |
| 46    | 16/01/2017     | منتخب جمهورية الكونغو الديمقراطية لكرة القدم | أوييم           | كأس الأمم الأفريقية لكرة القدم 2017             | 0 - 1       |                                                                                 | ▼ هزيمة         |
| 47    | 20/01/2017     | منتخب توغو لكرة القدم                        | أوييم           | كأس الأمم الأفريقية لكرة القدم 2017             | 3 - 1       | عزيز بوهدوز غانم سايس يوسف النصيري                                              | فوز             |
| 48    | 24/01/2017     | منتخب ساحل العاج لكرة القدم                  | أوييم           | كأس الأمم الأفريقية لكرة القدم 2017             | 1 - 0       | رشيد عليوي                                                                      | فوز             |
| 49    | 29/01/2017     | منتخب مصر لكرة القدم                         | بورت جنتيل      | نهائيات ربع كأس الأمم الأفريقية لكرة القدم 2017 | 0 - 1       |                                                                                 | ▼ هزيمة         |
| 50    | 01/09/2017     | منتخب مالي لكرة القدم                        | الرباط          | تصفيات كأس العالم لكرة القدم 2018               | 6 - 0       | حكيم زياش × 2 خالد بوطيب أشرف حكيمي فيصل فجر ميمون ماحي                         | فوز             |
| 51    | 05/09/2017     | منتخب مالي لكرة القدم                        | باماكو          | تصفيات كأس العالم لكرة القدم 2018               | 0 - 0       |                                                                                 | ▼ تعادل السلبي  |
| 52    | 07/10/2017     | منتخب الغابون لكرة القدم                     | الدار البيضاء   | تصفيات كأس العالم لكرة القدم 2018               | 3 - 0       | خالد بوطيب × 3                                                                  | فوز             |
| 53    | 11/11/2017     | منتخب ساحل العاج لكرة القدم                  | أبيدجان         | تصفيات كأس العالم لكرة القدم 2018               | 2 - 0       | المهدي بن عطية نبيل درار                                                        | فوز             |
| 54    | 24/03/2018     | منتخب صربيا لكرة القدم                       | صربيا           | مباراة ودية                                     | 1 - 2       | حكيم زياش خالد بوطيب                                                            | فوز             |
| 55    | 4/6/2018       | منتخب سلوفاكيا لكرة القدم                    | سلوفاكيا        | مباراة ودية                                     | 1 - 2       | أيوب الكعبي يونس بلهندة                                                         | فوز             |
| ----- | -------------- | -------------------------------------------- | --------------- | ----------------------------------------------- | ----------- | ------------------------------------------------------------------------------- | --------------- |

## جوائز وتكريمات

### مع الأندية

#### مارسيليا
- كأس إنترتوتو
  - بطل كأس إنترتوتو 2005

#### روما
- الدوري الإيطالي الدرجة الأولى
  - وصيف الدوري الإيطالي الدرجة الأولى 2014

#### بايرن ميونخ
- الدوري الألماني لكرة القدم
  - بطولة الدوري الألماني لكرة القدم 2014–15
  - بطولة الدوري الألماني لكرة القدم 2015–16
- كأس ألمانيا
  - بطل كأس ألمانيا 2015–16
- كأس السوبر الألماني
  - بطل كأس السوبر الألماني 2016

#### يوفنتوس
- الدوري الإيطالي الدرجة الأولى
  - بطولة الدوري الإيطالي الدرجة الأولى 2016–17
  - بطولة الدوري الإيطالي الدرجة الأولى 2017–18
  - بطولة الدوري الإيطالي الدرجة الأولى 2018–19
- كأس إيطاليا
  - بطل كأس إيطاليا 2016–17
  - بطل كأس إيطاليا 2017–18
- كأس السوبر الإيطالي
  - الدور النهائي لكأس السوبر الإيطالي 2017
  - بطل كأس السوبر الإيطالي 2018
- دوري أبطال أوروبا
  - الدور النهائي لأبطال أوروبا 2017

 الدحيل
- كأس أمير قطر 
  - بطل كأس أمير قطر 2019
- الدوري القطري
  - بطل الدوري القطري 2020

### مع المنتخب
- التأهل لكأس العالم 2018 بعد 20 سنة من الغياب[69]

### ألقاب فردية
- لاعب الشهر في نادي كليرمونت : نوفمبر 2009، فبراير 2010.[70][70]
- تشكيلة العام من الاتحاد الأفريقي: 2013، 2014، 2015، 2018
- الاتحاد الدولي لتاريخ وإحصاءات كرة القدم تشكيلة العقد في أفريقيا 2011–2020 [71]
- جائزة لاعب الموسم في نادي روما 2014[72]
- تشكيلة الموسم في الدوري الإيطالي 2014[73][74][75]
- الدوري الإيطالي الدرجة الأولى أفضل مدافع: 2013–14[76]
- تشكيلة الموسم في فريق أوروبا 2014[77]
- تشكيلة الموسم في الدوري القطري 2020[78]
- جائزة «مارس الذهبية» (أفضل لاعب مغربي): 2013، 2014[79][80]
- جائزة أفضل لاعب عربي سنة 2015
- ثاني أفضل لاعب في أفريقيا 2015
- من بين أفضل هدافين دوري الدرجة الأولى الإيطالي في 2017-2018.
- أفضل لاعب في نادي يوفنتوس في نوفمبر 2017
- الاتحاد الدولي لتاريخ وإحصاءات كرة القدم تشكيلة الأحلام في تاريخ المنتخب المغربي[81]

## الإعتزال
أعلن يوم الخميس 9 ديسمبر 2021 مهدي بن عطية لاعب يوفنتوس الإيطالي سابقا ومنتخب المغرب عن قراره بإنهاء مسيرته الكروية التي دامت لأكثر من 15 سنة.
وختتم: «بعد أكثر من 15 سنة من 'الخدمة الجيدة والمخلصة' لكرة القدم، بعد أن لعبت في العديد من المسابقات المرموقة، قررت إنهاء مسيرتي!».
وتوج بن عطية مع يوفنتوس بلقب الدوري الإيطالي في 3 مناسبات (2016–2017 و2017–2018 و2018–2019)، وحمل كأس إيطاليا مرتين في موسمي 2016–2017 و2017–2018، كما توج بلقب كأس السوبر الإيطالي في عام 2018، وبلغ نهائي دوري أبطال أوروبا مع اليوفي في عام 2017.
ومع بايرن ميونيخ حمل النجم المغربي لقب البوندسليجا مرتين في موسمي 2014–2015 و2015–2016، وفاز بكأس ألمانيا والسوبر في عام 2016.
وخلال تواجده مع الدحيل القطري فاز بن عطية بلقب دوري نجوم قطر في موسم 2019-2020، وكأس أمير قطر في عام 2019.

## روابط خارجية
- المهدي بن عطية على موقع الاتحاد الدولي (مؤرشف)  (الإنجليزية)
- المهدي بن عطية على موقع الاتحاد الأوربي (الإنجليزية)
- المهدي بن عطية على موقع الاتحاد الأوربي (الإنجليزية)
- المهدي بن عطية على موقع اتحاد تركيا (لاعب) (الإنجليزية)
- المهدي بن عطية على موقع إي إس بي إن إف سي (الإنجليزية)
- المهدي بن عطية على موقع قاعدة بيانات كرة القدم.إي يو (الإنجليزية)
- المهدي بن عطية على موقع ليكيب (الفرنسية)
- المهدي بن عطية على موقع ناشيونال فوتبول تيمز (الإنجليزية)
- المهدي بن عطية على موقع Soccerbase.com (لاعب) (الإنجليزية)
- المهدي بن عطية على موقع Soccerway.com (الإنجليزية)
- معلومات عن الاعب
- بايرن ميونخ ينهي صفقة انتقال الدولي المغربي المهدي بن عطية
- يوفنتوس يضم ابن عطية رسميًا